# Gerania
Gerania (griechisch Γεράνεια; alternative Transkription Geraneia) ist eine Bergkette in Griechenland zwischen Attika und dem Peloponnes auf dem Isthmus von Korinth. In der Antike wurde es Oneische Berge oder Oneion genannt. Die Bergkette hat eine Nord-Süd-Ausdehnung von etwa 5 km und eine West-Ost-Ausdehnung von 15 bis 20 km. Die Gerania-Bergkette erstreckt sich bis unmittelbar an den Golf von Korinth, vom Saronischen Golf ist sie etwas abgesetzt, mit Ausnahme des als Kakia Skala bezeichneten Teils, der unmittelbar an den saronischen Golf heranreicht. Am südwestlichen Fuß des Berges liegt die Stadt Loutraki, in etwas größerer Entfernung südwestlich die Stadt Korinth; östlich der Gerania-Bergkette liegt die Stadt Megara. Die Gerania-Bergkette verteilt sich auf die Gebiete der Gemeinden Megara und Loutraki-Perachora-Agii Theodori.
Die Gerania-Bergkette weist im Süden, Norden und Westen eine Vegetation mit Wald bis zu einer Höhe zwischen 900 und 1000 m auf. Im Nordwesten findet sich vorwiegend Gras- und Buschland. Die zentralen Anteile sowie auch die Kakia Skala sind vegetationsarm.